# Jerry Cotton

Jerry Cotton is een oorspronkelijk Duitstalige misdaadromanserie over een FBI-agent, die zich voornamelijk in New York afspeelt. De romans zijn geschreven in de ik-vorm. "Jerry Cotton" is een collectief pseudoniem waarachter tientallen Duitse schrijvers schuilgaan.
Het eerste boek verscheen in 1954. 'G-man Jerry Cotton' levert nu al een ruim halve eeuw lang in New York strijd met de onderwereld. Cotton heeft zijn kantoor in 69th Street, hij rijdt in een Jaguar E-type en zijn FBI-collega en vriend is Phil Decker.
In Nederland en België verscheen de eerste uitgave van de avonturen van FBI-agent Jerry Cotton op 10 oktober 1960. Daarna volgden wekelijks schriftromans gedrukt op krantenpapier en met een kleurige omslag. De uitgever was Distrigo uit Antwerpen. Vanaf midden jaren zestig werd ‘G-man Jerry Cotton’ uitgebracht in pocketformaat. Door de goedkope uitvoering zijn bijzonder weinig exemplaren van 'G-man Jerry Cotton' bewaard gebleven. Op lastdodo staat slechts Nummer 1 uit de jaren 60 afgebeeld. Dan volgt Nummer 561 uit 1971, alle tussenliggende nummers zijn zelfs voor experts een zeldzaamheid.
Wereldwijd zijn er ongeveer 850 miljoen exemplaren van de boeken verkocht. Er zijn ook speelfilms van gemaakt. In de jaren 1960 werden in Duitsland acht speelfilms gemaakt, waarin de Amerikaanse acteur George Nader Jerry Cotton speelde. In 2010 verscheen een nieuwe film, Jerry Cotton met Christian Tramitz in de titelrol.